# 稠城街道
稠城街道是中华人民共和国浙江省金华市义乌市下辖的一个街道办事处，是义乌市人民政府所在地。面积52.96平方公里，人口30万，下辖13个社区居委会。秦王政二十五年（前222年），为乌伤县治，唐高祖武德四年（621年）置稠州，得名稠城。1950年，稠城镇人民政府成立，2001年3月，成立稠城街道。
2014年9月29日，浙江省人民政府批复同意调整稠城街道管辖范围，增设福田街道。调整后，稠城街道辖通惠、胜利、江滨、雪峰、词林、向阳、下车门、市场、孝子祠、绣湖、宾王、银苑、车站13个社区，办事处驻宾王路223号。

## 行政区划
稠城街道下辖以下村级行政区划单位：
江滨社区、下车门社区、胜利社区、绣湖社区、通惠社区、向阳社区、市场社区、车站社区、孝子祠社区、宾王社区、词林社区、银苑社区和雪峰社区。